# 개서어나무
개서어나무는 강원도 이남에 나는 낙엽교목으로 높이 15m, 지름 70cm이다. 껍질은 회색, 작은가지는 털이 있고, 흰색 피목이 산재하며, 어린잎과 잎자루에 털이 있다. 잎은 2줄로 끝이 뾰족하고, 잎 밑은 둥글거나 뾰족하며, 길이 4-8cm, 가늘고 뾰족한 겹톱니가 있다. 표면과 뒷면 맥 위에 누운 털이 있으며, 잎자루는 길이 8~12mm이다. 꽃은 단성화이며 수꽃은 한 포비늘 안에 1송이씩 달리고, 4~8개의 수술이 있다. 암꽃 유이꽃차례는 자루가 있으며, 암꽃은 각 포비늘 안에 2송이씩 달리고, 각각 1개의 지방과 2개의 암술대가 있다. 개화기는 4
~5월, 결실기는 10월이며 목재는 표고의 원목 등으로 쓰인다.

## 같이 보기
- 무안 청천리 팽나무와 개서어나무 숲

## 참고 자료
- 이 문서에는 다음커뮤니케이션(현 카카오)에서 GFDL 또는 CC-SA 라이선스로 배포한 글로벌 세계대백과사전의 내용을 기초로 작성된 글이 포함되어 있습니다.